# الجمعية الرياضية النسائية بسبيطلة
الجمعية الرياضية النسائية بسبيطلة،هو نادي تونسي لكرة قدم النسائية، ينشط في مدينة سبيطلة منذ تأسيسة في سنة 2003.، يلعب هذا الفريق في الرابطة التونسية المحترفة لكرة القدم للسيدات في موسم 2021–22.

## التاريخ
في 18 ديسمبر 2004، شارك النادي في أول بطولة تونسية لكرة القدم النسائية، حيث بدأ المنافسات بمبارات ضد الاتحاد الرياضي التونسي دارت في ملعب سبيطلة.
| الفترة    | الرئيس          |
| --------- | --------------- |
| 2007-2004 | سعيدة الشميسي   |
| 2010-2007 | لطيفة مرغني     |
| 2013-2010 | رجاء الدريدي    |
| 2014–الآن | العياشي الربيعي |

## نتائج الفريق
من أبرز نتائج الفريق في كأس تونس لكرة القدم النسائية كانت المرتبة الثالثة بالنسبة للكبريات والثانية بالنسبة للصغريات في بطولة القسم الثاني.

## وصلات خارجية
- صفحة الجمعية الرياضية النسائية بسبيطلة على موقع كوووة.
- الموقع الرسمي للجامعة التونسية لكرة القدم.

## مواضيع ذات صلة
- الاتحاد الرياضي بسبيطلة
- سبيطلة